# Adolf Frko
Adolf Frko (* 9. června 1936 Porúbka) je bývalý slovenský fotbalový útočník.

## Hráčská kariéra
V československé lize hrál za Dynamo Žilina, aniž by skóroval.

### Prvoligová bilance
| Ročník             | Zápasy | Góly | Minuty | Klub             |
| ------------------ | ------ | ---- | ------ | ---------------- |
| I. liga 1961/62    | 4      | 0    | 282    | TJ Dynamo Žilina |
| CELKEM I. ČS. LIGA | 4      | 0    | 282    |                  |